# 12872 Susiestevens
12872 Susiestevens (1998 OZ5) là một tiểu hành tinh vành đai chính được phát hiện ngày 21 tháng 7 năm 1998 bởi nhóm nghiên cứu tiểu hành tinh gần Trái Đất phòng thí nghiệm Lincoln ở Socorro.